# 藤林聖子
藤林聖子（1972年2月18日—）是日本著名之作詞家。OFFICE TO ONE所屬。出生於山形縣山形市。
畢業於日本大學山形高等學校、日本大學短期大學部國文科。
1995年以三重野瞳的歌曲「Wonderful Bravo!」為出道作品。以後她繼續作了若干首的動畫及特攝作詞曲給藝人們唱，包括超級戰隊系列及平成假面騎士系列作品。

## 主要作詞提供給藝人
- 水树奈奈
- BIG BANG
- BoA
- Gackt
- 平井堅
- 安室奈美惠
- 黑木美沙
- 伊藤由奈
- BENI
- Sowelu
- 下川美娜
- Crystal Kay
- ISSA
  - Justiφ's
  - TWELVE O'CLOCK
  - SO DAMAGED
- Lead
- Flame
- Foxxi MisQ
- 小泉今日子
- 山田優
- 上原さくら
- TWICE
- 菅野美穗
- 鈴木蘭蘭
- 子安武人
  - Who`s that l.D
  - メリーさんの子猫
  - 透明な窓
  - Back to Haven
  - mother
  - Tiny Little Song
  - Dr.Strange Love Love

## 主要特攝歌曲填詞作品
- 激走戰隊車連者（1996年）
  - Merry Xmas! from カーレンジャー（插曲 歌：カーレンジャー（岸祐二、增島愛浩、福田佳弘、本橋由香、來栖敦子）&ダップ（丸田麻里））
- 電磁戰隊百萬連者（1997年）
  - Bomb Dancingメガレンジャー（夏季限定片尾曲 歌：朝川ひろこ）
- 星獸戰隊銀河人（1998年）
  - 星獣戦隊ギンガマン（片頭曲 歌：希砂未龍）
  - はだしの心で（片尾曲 歌：希砂未龍）
- 救急戰隊GOGOＶ（1999年）
  - この星を この街を（片尾曲 歌：高山成孝）
- 幪面超人古迦（2000年）
  - 仮面ライダークウガ!（片頭曲 歌：田中昌之）
  - 青空になる（片尾曲 歌：橋本仁）
- 幪面超人亞極陀（2001年）
  - 仮面ライダーAGITO（前期片頭曲 歌：石原慎一）
  - BELIEVE YOURSELF（片尾曲 歌：風雅なおと）
  - Stranger in the dark（片尾曲 歌：坂井紀雄）
  - MACHINE TORNADER（片尾曲 歌：石原慎一）
  - DEEP BREATH（片尾曲 歌：ROLLY）
  - 仮面ライダーAGITO 24.7 version（後期片頭曲 歌：石原慎一）
- 幪面超人龍騎（2002年）
  - spinnin' around（印象歌曲 歌：淺倉威（萩野崇））
  - Final Edition ドラグランザー・ダークレイダー（印象歌曲 歌：高尾直樹）
- 假面騎士555（2003年）
  - Justiφ's（片頭曲 歌：ISSA (DA PUMP) ）
  - Dead or alive（片尾曲 歌：石原慎一）
  - The people with no name（片尾曲 歌：RIDER CHIPS Featuring m.c.A・T）
  - EGO〜eyes glazing over（片尾曲 歌：ICHIDAI）
- 幪面超人劍（2004年）
  - Round ZERO〜BLADE BRAVE（前期片頭曲 歌：相川七瀬）
  - 覚醒（片尾曲 歌：Ricky）
  - rebirth（片尾曲 歌：橘朔也（天野浩成））
  - ELEMENTS（後期片頭曲、劇場版主題歌 歌：RIDER CHIPS Featuring Ricky）
  - take it a try（片尾曲 歌：相川始（森本亮治））
- 特搜戰隊刑事連者（2004年）
  - ミッドナイトデカレンジャー（片尾曲 歌：佐佐木功）
  - girls in trouble! DEKARANGER（不定期片尾曲 歌：ジャスミン（木下亞由美）&ウメコ（菊地美香）、デカレンボーイズ（載寧龍二、林剛史、伊藤陽佑））
- ウルトラQ dark fantasy（2004年）
  - ガラQ音頭（ダンス）（插曲 歌：國武美由紀）
- 幪面超人響鬼（2005年）
  - 少年よ（前期片尾曲 歌：布施明）※第56回NHK紅白歌合戰出場曲
  - 始まりの君へ（後期片頭曲 歌：布施明）
  - Flashback（劇場版主題歌 歌：Rin' Featuring m.c.A・T）
- 幪面超人KABUTO（2006年）
  - NEXT LEVEL（片頭曲 歌：YU-KI）
  - FULL FORCE（片尾曲 歌：RIDER CHIPS）
  - LORD OF THE SPEED（片尾曲 歌：RIDER CHIPS featuring 加賀美新（佐藤祐基））
- 幪面超人電王（2007年）
  - Climax Jump（片頭曲 歌：AAA DEN-O form）
  - Double-Action（片尾曲 歌：野上良太郎&モモタロス（佐藤健&關俊彥））
  - Double-Action Rod form（片尾曲 歌：野上良太郎&ウラタロス（佐藤健&遊佐浩二））
  - Double-Action Ax form（片尾曲 歌：野上良太郎&キンタロス（佐藤健&寺杣昌紀））
  - Double-Action Gun form（片尾曲 歌：野上良太郎&リュウタロス（佐藤健&鈴村健一））
  - Action-ZERO（片尾曲 歌：櫻井侑斗&デネブ（中村優一&大塚芳忠））
  - Real-Action（片尾曲 歌：野上良太郎（佐藤健））
  - Double-Action Wing form（片尾曲 歌：野上良太郎&ジーク（佐藤健&三木眞一郎））
- 獸拳戰隊激氣連者（2007年）
  - 道（タオ）（片尾曲 歌：水木一郎、Young Fresh）
  - 燃えよ激獣拳!（插曲 歌：宮內堂千）
  - マスター・シャーフー ～暮らしの中に修行あり～（插曲 歌：永井一郎）
  - 1-2-3-4 激気正義！（插曲 歌：成田賢）
  - 押忍! ゲキチョッパー!（插曲 歌：串田晃）
- 幪面超人KIVA（2008年）
  - Break the Chain（片頭曲 歌：Tourbillon）
  - Destiny's Play（片尾曲 歌：TETRA-FANG）
  - Individual-System（片尾曲 歌：TETRA-FANG）
  - Innocent Trap（片尾曲 歌：TETRA-FANG）
  - Shout in the moonlight（片尾曲 歌：TETRA-FANG）
  - Supernova（片尾曲 歌：TETRA-FANG）
  - Fight for Justice ~Individual-System NAGO ver.~（片尾曲 歌：名護啓介（加藤慶祐））
  - Roots of the King（片尾曲 歌：TETRA-FANG）
  - Circle of Life（劇場版主題歌 歌：Crimson-FANG）
- 幪面超人電王&KIVA：CLIMAX刑事（2008年）
  - Double-Action CLIMAX form（片尾曲 歌：モモタロス・ウラタロス・キンタロス・リュウタロス・デネブ（關俊彥・遊佐浩二・寺杣昌紀・鈴村健一・大塚芳忠））
- 再見，假面騎士電王 Final Countdown（2008年）
  - Climax Jump the Final（片尾曲 歌：AAA Den-O form）
- 幪面超人DECADE（2009年）
  - Journey through the Decade（片頭曲 歌：Gackt）
  - Ride the wind（片尾曲 歌：門矢士（井上正大）
  - Treasure Sniper（片尾曲 歌：海東大樹（戸谷公人））
  - The Next Decade（劇場版 假面騎士Decade 全騎士 VS 大修卡主題曲 歌：Gackt）
- 侍戰隊真劍者（2009年）
  - 侍戦隊シンケンジャー（片頭曲 歌：Psychic Lover）
  - 四六時夢中 シンケンジャー（片尾曲 歌：高取秀明）
  - モヂカラ大行進（插曲 歌：ヤング・フレッシュ、高橋秀幸）
  - シンケン祭り（插曲 歌：Sister MAYO）
  - 六人の侍（插曲 歌：松原剛志）
  - シンケンレッド 一筆奏上（角色歌曲 歌：Young Fresh、志葉丈瑠（松坂桃李））
  - 青浪世直し（角色歌曲 歌：池波流ノ介（相葉弘樹））
  - ナデシコ真剣 花吹雪（角色歌曲 歌：白石茉子（高梨臨））
  - シンケンデイズ Never give up 道中（角色歌曲 歌：谷千明（鈴木勝吾））
  - はんなり めっちゃ武士道ガール（角色歌曲 歌：花織ことは（森田涼花））
  - ゴールド人情 一本締め（角色歌曲 歌：梅盛源太（相馬圭祐））
- 劇場版 超・假面騎士電王&DECADE NEO Generation 鬼島的戰艦（2009年）
  - 超 Climax Jump（主題曲 歌：DEN-O ALL STARS）
- 假面騎士W（2009年）
  - W-B-X 〜W Boiled Extreme〜（片頭曲 歌：上木彩矢 w TAKUYA）
  - Cyclone Effect（片尾曲 歌：Labor Day）
  - Free your Heat（片尾曲 歌：Galveston 19）
  - Finger on the Trigger（片尾曲 歌：Florida Keys）※兎音鼓と共作
  - Naturally（插曲 歌：園咲若菜（飛鳥凛））
  - Love♡Wars（插曲 歌：Queen & Elizabeth）
  - Leave all Behind（片尾曲 歌：Wilma-Sidr）
- Decade & W - 假面騎士 X W X DECADE MOVIE大戰2010（2009年）
  - Stay the Ride Alive（主題曲 歌：GACKT）
- 天裝戰隊護星者（2010年）
  - ガッチャ☆ゴセイジャー（片尾曲 歌：高橋秀幸）
- 大魔神华音(2010年)
  - Sing your heart out（主题曲 歌：森山良子）
  - あした天気になぁれ（前期片尾曲 歌：Lia）
  - 歩いて帰ろう（后期片尾曲 歌：Lia）
- 假面騎士×假面騎士×假面騎士 THE MOVIE 超・電王Trilogy（2010年）
  - Action-ZERO 2010（『EPISODE RED』片尾曲 歌：桜井侑斗&デネブ（中村優一&大塚芳忠））
  - Double-Action Strike form（『EPISODE BLUE』片尾曲 歌：野上幸太郎&テディ（桜田通&小野大輔））
  - Climax-Action ~The 電王 History~（『EPISODE YELLOW』片尾曲）
- 假面骑士OOO（2010年）
  - Anything Goes!（主题曲 歌：大黒摩季）
  - Regret nothing〜Tighten Up〜（插曲 歌：火野映司（CV.渡部秀））
  - Got to keep it real（插曲 歌：火野映司（CV.渡部秀））
  - Ride on Right time（插曲 歌：火野映司（CV.渡部秀））
  - Sun goes up（插曲 歌：火野映司（CV.渡部秀））
  - Time judged all（插曲 歌：火野映司（CV.渡部秀）&アンク（CV.三浦涼介））
  - POWER to TEARER（插曲 歌：火野映司（CV.渡部秀）&串田アキラ）
  - 手をつなごう〜マツケン×仮面ライダーサンバ〜（剧场版主题曲 歌：松平健、渡部秀、三浦涼介）
- 假面騎士×假面騎士 OOO & W feat. Skull Movie大戰 Core（2010年）
  - Finally（插曲 歌：梅丽莎（CV.山本光））
- 海贼战队豪快者（2011年）
  - スーパー戦隊 ヒーローゲッター（片尾曲 歌：Project.R）
  - 鋼の心 ゴーカイシルバー（插曲 歌：高橋秀幸）
  - 完成! 豪獣神（歌：NoB）
- 假面骑士Fourze(2011年)
  - Switch On!（主题曲 歌：土屋安娜 ）
  - Giant Step（插曲 歌：Astronauts（May'n&椎名慶治））
  - Shooting Star（插曲 歌：everset）
  - Bounce Back（插曲 歌：SoutherN（栗林美奈实&山下洋介））
  - ENDLESS PLAY（插曲 歌：Astronauts feat.SHINA（Vocal.椎名慶治））
  - Evolvin' Storm（插曲 歌：everset）
  - COSMIC MIND（ 插曲歌：Astronauts（May'n・椎名慶治））
  - Voyagers（剧场版主题曲 歌：土屋安娜）
- 特命战队Go Busters
  - バスターズ レディーゴー!（前期片头曲 歌：高橋秀幸）
  - キズナ〜ゴーバスターズ!（片尾曲 歌：謎の新ユニットSTA☆MEN）
  - Perfect Mission（插曲 歌：NoB）
  - Boost Up! ビートバスター（挿入歌 歌：高取ヒデアキ）
  - Brand New Spark!（挿入歌 歌：高取ヒデアキ）
  - One wish,One day（片尾曲 歌：桜田ヒロム&チダ・ニック（鈴木勝大&藤原啓治）
  - Blue Banana Moon（片尾曲 歌：岩崎リュウジ&ゴリサキ・バナナ（馬場良馬&玄田哲章））
  - 心配 ハニー♡バニー（片尾曲 歌：宇佐見ヨーコ&ウサダ・レタス（小宮有紗&鈴木達央））
  - パーフェクション!（片尾曲 歌：陣マサト&ビート・J・スタッグ（松本寛也&中村悠一））
  - モーフィン! ムービン! バスターズシップ!（后期片头曲 歌：高橋秀幸）
  - ライオー! 見参! チャンピオン!（插曲 歌：水木一郎）

## 主要動畫歌曲填詞作品
- 怪俠索羅利（2004～2005年）
  - ハッスル（片頭曲 歌：山寺宏一）
- 怪俠索羅利2（2005～2007年）
  - あじゃぱー（片頭曲 歌：山寺宏一、愛河里花子、熊井統子）
  - ゼッコーチョー！（片頭曲 歌：山寺宏一）
- ONE PIECE（1999年）（2009年）
  - ウィーアー!（片頭曲 歌：北谷洋、東方神起）
- 星のカービィ（2001年）
  - カービィ!（片頭曲 歌：朝川ひろこ）
- 鋼之鍊金術師（2003年）
  - I Will（片尾曲 歌：Sowelu）
- 變形金剛：超能連結（2004年）
  - Calling you（片尾曲 歌：谷本貴義）
- 天使心（2005年）
  - Finally（片頭曲 歌：Sowelu）
- LEMON ANGEL PROJECT（2006年）
  - Angel addict（片頭曲 歌：Lemon Angel）
  - Girls in Love〜コイスルキモチ〜（片尾曲 歌：長澤奈央）
- 妖逆門（2006年）
  - ふろむ 妖逆門（片尾曲 歌：きみどり（福原香織））
  - 踊るばけぎゃもん〜ぷれい屋音頭（片尾曲 歌：多聞三志郎（小林由美子））
  - ソラミミ妖逆門（片尾曲 歌：きみどり（福原香織））
  - Always there for you（片尾曲 歌：ロンドン（齋賀觀月）、きみどり（福原香織））
- 神聖十月（2007年）
  - Wheel of fortune（片頭曲 歌：ゴスロリ少女探偵団（片岡あづさ、福井裕佳梨、小林優））
  - Mellow Stereo（第26話片尾曲 歌：ゴスロリ少女探偵団（片岡あづさ、福井裕佳梨、小林優））
- 天翔少女（2007年）
  - True Blue（片尾曲 歌：後藤沙緒里）
- 犬夜叉完结篇（2010年）
  - Diamond（片尾曲 歌：alan（阿兰·达瓦卓玛））
- DOG DAYS第2季（2012年）
  - FEARLESS HERO（片頭曲 歌：水樹奈奈）
- JoJo的奇妙冒險（2012年）
  - （歌：富永TOMMY弘明（日语：BLUFF (バンド)#メンバー））
- JoJo的奇妙冒險 星塵鬥士（2014年）
  - STAND PROUD（片頭曲 歌：橋本仁（日语：橋本仁 (歌手)））
- 金田一少年之事件簿R（2014年）
  - BRAND NEW STORY（片頭曲 歌：東京勁舞娃娃）
- 舞力四射（2014年）
  - HEARTBEAT（片頭曲 歌：lol）
- 甘城輝煌樂園救世主（2014年）
  - 額外的・魔法・時間（エクストラ・マジック・アワー）（片頭曲 歌：AKINO with bless4）
  - （片尾曲 歌：BRILLIANT4［繆絲（相坂優歌）、莎蘿曼（津田美波）、珂玻莉（三上枝織）、席爾菲（黑澤朋世）］）
  - （第9話劇中歌 歌：BRILLIANT4［繆絲（相坂優歌）、莎蘿曼（津田美波）、珂玻莉（三上枝織）、席爾菲（黑澤朋世）］）
- JoJo的奇妙冒險 星塵鬥士 埃及篇（2015年）
  - （片頭曲 歌：JO☆STARS～TOMMY,Coda,JIN～[富永TOMMY弘明、Coda、橋本仁]）
- 暗殺教室（2015年）
  - （片頭曲 歌: 3年E班［潮田渚（淵上舞）、茅野楓（洲崎綾）、赤羽業（岡本信彥）、磯貝悠馬（逢坂良太）、前原陽斗（淺沼晉太郎）］）
- 電波教師（2015年）
  - DREAMIN'（片尾曲 歌：東京勁舞娃娃）

## 布袋戲劇集音樂作品
- Thunderbolt Fantasy 東離劍遊紀2（全作曲：澤野弘之；全主唱：西川貴教）
  - His/Story（主題曲；與mpi（日语：mpi）共同作詞）
  - Roll The Dice（片尾曲；獨立作詞）

## 韓國音樂作品
- TT Japanese-ver（2017年）

## 出處
1. 1 2 3  （日語）超売れっ子作詞家は山形出身、藤林聖子さん （页面存档备份，存于）（山形新聞 2013年4月21日）
2. ↑  . 今夜はなまらナイト (NHK山形放送局). 2009年8月14日  [2010年9月19日]. （原始内容存档于2012年1月17日）.
3. ↑  . 歌ネット.   [2010年9月19日]. （原始内容存档于2013年9月25日） （日语）.

## 外部連結
- （日語）Fantas!藤林聖子個人網站及日誌
- （日語）OFFICE TO ONE 藤林聖子 （页面存档备份，存于）